# Saison 2018-2019 de l'Union sportive Orléans Loiret football
Maillots
Chronologie
Saison précédente Saison suivante
La saison 2018-2019 de l'Union sportive Orléans Loiret football, club de football français, voit l'US Orléans évoluer en championnat de France de football de Ligue 2.

## Compétitions

### Classement
| Rang | Équipe             | Pts | J  | G  | N  | P  | Bp | Bc | Diff |
| ---- | ------------------ | --- | -- | -- | -- | -- | -- | -- | ---- |
| 6    | FC Lorient         | 63  | 38 | 17 | 12 | 9  | 51 | 41 | +10  |
| 7    | Le Havre AC        | 54  | 38 | 13 | 15 | 10 | 45 | 40 | +5   |
| 8    | US Orléans         | 52  | 38 | 15 | 7  | 16 | 51 | 53 | −2   |
| 9    | Grenoble Foot 38 P | 50  | 38 | 13 | 11 | 14 | 43 | 47 | −4   |
| 10   | Clermont Foot 63   | 48  | 38 | 11 | 15 | 12 | 44 | 37 | +7   |

### Coupe de la Ligue
Détails des matchs

### Coupe de France
Détails des matchs